# Øivind Husby
Øivind Husby (Copenaghen, 3 agosto 1960) è un ex calciatore norvegese, di ruolo difensore. Originariamente era un'ala sinistra, poi convertito in terzino sinistro.

## Carriera

### Club
Husby cominciò la carriera con la maglia del Rosenborg, per poi passare ai danesi del Brøndby. Dopo un biennio in squadra, si trasferì agli spagnoli del Granada. Tornò poi in Norvegia, prima nel Moss ed in seguito nel Vålerengen. Tornò poi al Rosenborg, dove vinse un campionato e due Coppe di Norvegia. Dal 1994 al 1996 fu in forza al National, mentre nel 2001 giocò un incontro nel Byåsen. È l'unico calciatore ad aver giocato nelle due massime divisioni norvegesi per quattro decenni, dagli anni settanta agli anni 2000.

### Nazionale
Conta 2 presenze per la Norvegia. Esordì il 26 maggio 1987, schierato titolare nel pareggio a reti inviolate contro la Bulgaria.

## Statistiche

### Cronologia presenze e reti in Nazionale
| Cronologia completa delle presenze e delle reti in nazionale ― Norvegia | Cronologia completa delle presenze e delle reti in nazionale ― Norvegia | Cronologia completa delle presenze e delle reti in nazionale ― Norvegia | Cronologia completa delle presenze e delle reti in nazionale ― Norvegia | Cronologia completa delle presenze e delle reti in nazionale ― Norvegia | Cronologia completa delle presenze e delle reti in nazionale ― Norvegia | Cronologia completa delle presenze e delle reti in nazionale ― Norvegia | Cronologia completa delle presenze e delle reti in nazionale ― Norvegia |
| Data                                                                    | Città                                                                   | In casa                                                                 | Risultato                                                               | Ospiti                                                                  | Competizione                                                            | Reti                                                                    | Note                                                                    |
| ----------------------------------------------------------------------- | ----------------------------------------------------------------------- | ----------------------------------------------------------------------- | ----------------------------------------------------------------------- | ----------------------------------------------------------------------- | ----------------------------------------------------------------------- | ----------------------------------------------------------------------- | ----------------------------------------------------------------------- |
| 26-5-1987                                                               | Trondheim                                                               | Norvegia                                                                | 0 – 0                                                                   | Bulgaria                                                                | Qual. Olimpiadi 1988                                                    | -                                                                       | 85’                                                                     |
| 26-8-1987                                                               | Trondheim                                                               | Norvegia                                                                | 0 – 0                                                                   | Svizzera                                                                | Qual. Olimpiadi 1988                                                    | -                                                                       | 59’                                                                     |
| Totale                                                                  |                                                                         | Presenze                                                                | 2                                                                       |                                                                         | Reti                                                                    | 0                                                                       |                                                                         |

## Palmarès

### Club

#### Competizioni nazionali
- Campionato norvegese: 1

Rosenborg: 1990
- Coppa di Norvegia: 2

Rosenborg: 1990, 1992